# 笑顔の君は太陽さ/君の代わりは居やしない/What is LOVE?
『笑顔の君は太陽さ/君の代わりは居やしない/What is LOVE?』（えがおのきみはたいようさ/きみのかわりはいやしない/ワット・イズ・ラブ）は、モーニング娘。55枚目のシングル。2014年1月29日、「モーニング娘。’14（ワンフォー）」名義で発売。

## 解説
モーニング娘。初のトリプルA面シングル。オリコンチャート1位を獲得した。
初回生産限定盤A・B・C・D・通常盤A・Bの6形態で発売。
初回生産限定盤A・B・C・DにはDVD同梱。
CD収録楽曲が全盤同一で発売されたのは、48枚目「ピョコピョコ ウルトラ」以来。
初回生産限定盤A・B・C・Dにはイベント抽選シリアルナンバーカードが封入。
初回仕様の通常盤A・Bにはトレカサイズ生写真（ランダム、通常盤A：1曲目衣裳のソロ10種+集合1種、通常盤B：2曲目衣裳のソロ10種+集合1種）封入。

## 楽曲解説
笑顔の君は太陽さ
モーニング娘。のメンバーへのメッセージソング。 シャッフルリズムの曲調であり、サビのダンスは曲のハネ感を演出するシンプルなダンスとなっている。
君の代わりは居やしない
ソチオリンピック日本代表選手団公式応援ソング。
What is LOVE?
NHKワールドTV・テレビジャパン『J-MELO』の2013年10月から12月期のエンディング・テーマ。
楽曲制作は短期間で完成したという。MVは新規に撮影された他の2曲とは異なり、ライブ映像を流用して製作されている。

## 収録曲
CD（全盤共通）
全作詞・作曲：つんく、編曲：大久保薫
1. 笑顔の君は太陽さ [4:37]
2. 君の代わりは居やしない [4:31]
3. What is LOVE? [3:15]
4. 笑顔の君は太陽さ ＜Instrumental＞
5. 君の代わりは居やしない ＜Instrumental＞
6. What is LOVE? ＜Instrumental＞

初回生産限定盤A付属DVD
1. 笑顔の君は太陽さ (Music Video)
2. 笑顔の君は太陽さ (Close-up Ver.)

初回生産限定盤B付属DVD
1. 君の代わりは居やしない (Music Video)
2. 君の代わりは居やしない (Dance Shot Ver.)

初回生産限定盤C付属DVD
1. What is LOVE? (Music Video)
2. What is LOVE? (Dance Shot Ver.)

初回生産限定盤D付属DVD
1. 笑顔の君は太陽さ (ダンスレクチャービデオ)
2. 笑顔の君は太陽さ (Dance Shot Ver.)
3. 笑顔の君は太陽さ/君の代わりは居やしない (メイキング＆オフショット映像)

## チャート成績
発売初日のオリコンCDシングルデイリーランキングでは、約11.9万枚を売り上げ首位となり
、2014年2月10日付の週間ランキングでも約14.9万枚を売り上げ、初登場首位を獲得した。また、シングルチャートの4作連続首位に関しては同グループ初の快挙となり、結果的に同グループがこれまで持っていた2001年から2002年までの3作連続シングルチャート首位（「ザ☆ピ〜ス!」から「そうだ! We're ALIVE」まで）の記録を11年11か月ぶりに更新した。2010年代に発売されたモーニング娘。のシングルでは最大の売上を記録している。

## 参加メンバー
- 6期：道重さゆみ
- 9期：譜久村聖、生田衣梨奈、鞘師里保、鈴木香音
- 10期：飯窪春菜、石田亜佑美、佐藤優樹、工藤遥
- 11期：小田さくら

## クレジット
- 大久保薫 - キーボード&プログラミング(1,2,3)
- 道重さゆみ - コーラス(1,2,3)
- 鞘師里保 - コーラス(1,2,3)
- つんく♂ - コーラス(1,2,3)
- 鎌田浩二 - E.ギター(3)

## 笑顔の君は太陽さ(佐藤優樹のカヴァー)
日本の女性アイドルグループ「モーニング娘。'21」のメンバー・佐藤優樹による「笑顔の君は太陽さ」（えがおのきみはたいようさ）は、2021年12月14日にアップフロントワークスからデジタル・ダウンロード・シングルとして配信開始。

### 解説
2021年12月13日をもってモーニング娘。'21及びハロー!プロジェクトを卒業した佐藤優樹が卒業公演で歌唱した事実上のセルフカヴァー版「笑顔の君は太陽さ」を14日0時より配信開始。

### シングル収録曲
| #         | タイトル             | 作詞      | 作曲      | 編曲      | 時間 |
| --------- | -------------------- | --------- | --------- | --------- | ---- |
| 1.        | 「笑顔の君は太陽さ」 | つんく    | つんく    | 大久保薫  | 4:33 |
| 合計時間: | 合計時間:            | 合計時間: | 合計時間: | 合計時間: | 4:33 |